# プロゴフ
プロゴフ （Plogoff、ブルトン語:Plougoñ）は、フランス、ブルターニュ地域圏、フィニステール県のコミューン。

## 由来
プロゴフの-ffは、古い二重音字で、ブルトン語の名称であるPlougoñのñを置き換えたもので、先行母音の鼻音化を意味している。プロゴフとはエポニムである。ブルトン語で小さな教区を意味するplouと聖人の名の組み合わせである。

## 地理
ラ岬はコミューンの西端にあたり、ラ・ド・サンに向かって伸びている。その途中には古い灯台がたっている。腕木通信も岬にある。まちには小型船のみアクセス可能な小さな港が3つある。

## 歴史
1970年代後半、フランス政府はプロゴフに原子力発電所の建設を計画した。この計画には圧倒的多数のプロゴフ住民、その他ブルターニュのみならずフランス全土の反原発支持者たちが反対した。対立はしばしば暴力的になり、1980年に頂点に達した。プロゴフ事件の名で知られる反対運動は、1980年に起きた大事件で、1970年代のフランスの原子力政策に対する重要な事件となった。1981年にフランソワ・ミッテランが政権をとると、彼はプロゴフを環境保護の象徴とし、プロゴフ原子力発電所計画を撤回した。
原発建設計画への反対派の努力は、数冊の本や2本の映画の原案となった。
ラ岬に1970年代に建てられたショッピングセンターは、壊された。見返りとして新しいレセプション・エリアがつくられたが撤退し、現在協同組合が管理している。

## 経済
沿岸漁業、農業、伝統的なビスケット製造、観光が主体である。

## 人口統計
| 1962年 | 1968年 | 1975年 | 1982年 | 1990年 | 1999年 | 2006年 | 2010年 |
| ------ | ------ | ------ | ------ | ------ | ------ | ------ | ------ |
| 2569   | 2547   | 2359   | 2131   | 1902   | 1563   | 1410   | 1335   |

参照元:1999年までEHESS、2000年以降INSEE

## ギャラリー

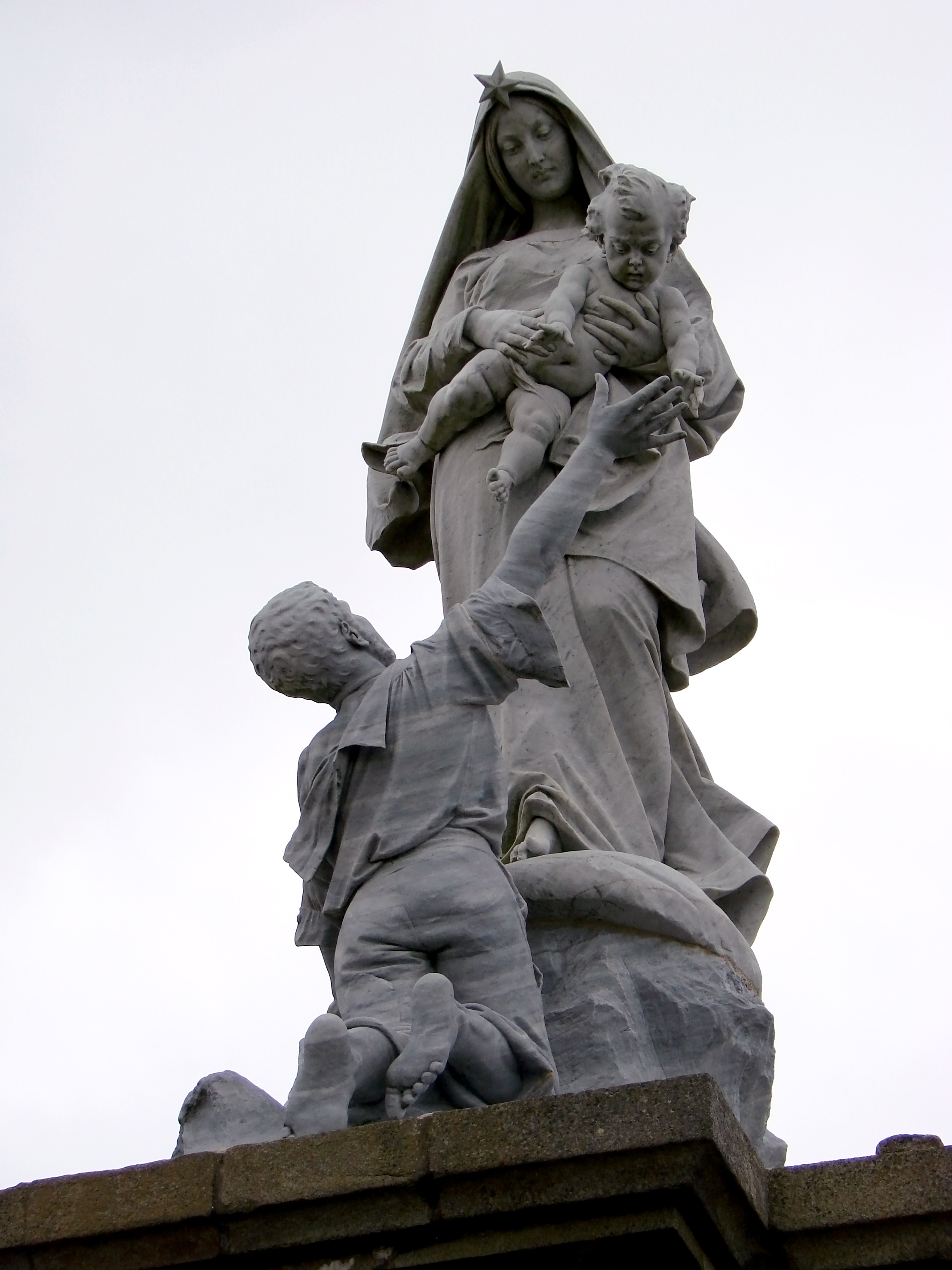
ラ岬にたつノートルダム・ド・ノフラージェ像
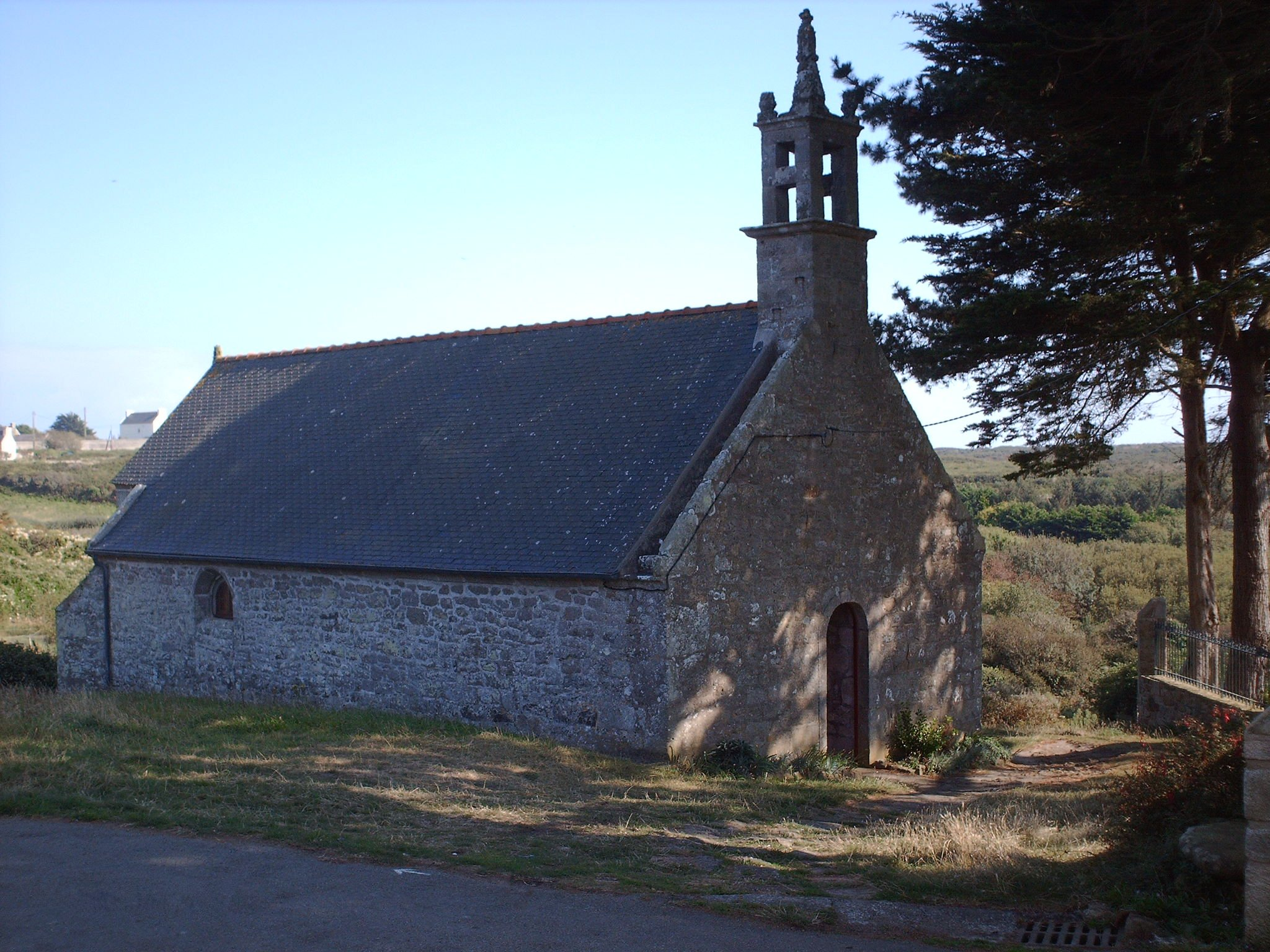
サン＝ミシェル教会
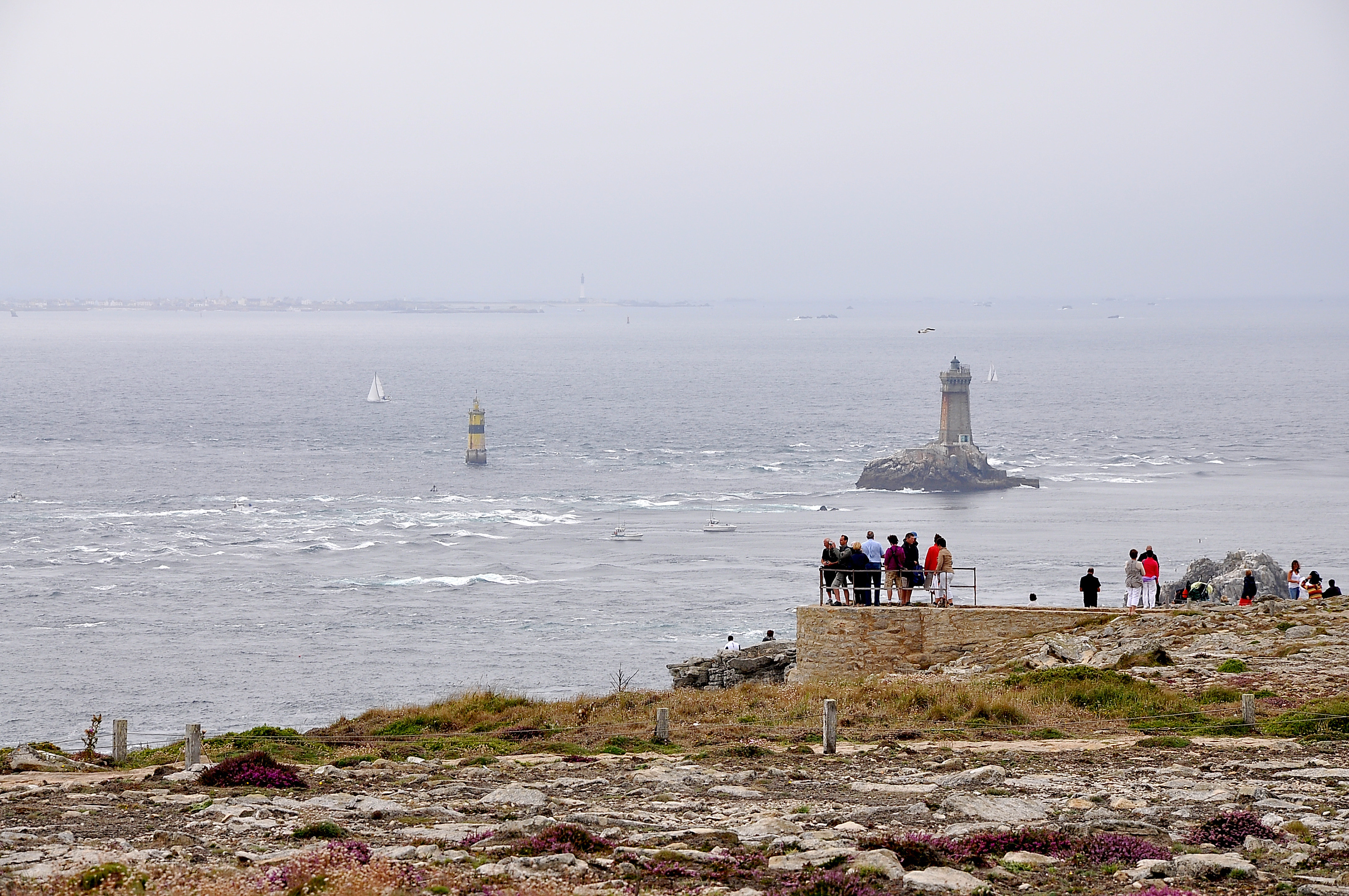
ラ岬沖の灯台